# Alcázar de los Califas
L'Alcázar de los Califas, noto anche come Alcázar Andalusí o Alcázar omayyade, era un palazzo-fortezza che si trovava a Cordova e di cui rimangono solo alcuni resti.
Il termine Alcázar Andalusí sostituì il tradizionale Alcázar de los Califas quando l'alcàzar divenne sede del governo di Al-Andalus e residenza degli emiri e dei califfi di Cordova, dall'arrivo dei musulmani nell'VIII secolo fino alla Reconquista nel 1236. Il termine si riferisce a una serie di costruzioni eterogenee, che andavano dalle dipendenze private (e loro aree di servizio) di emiri e califfi ai diversi uffici che permettevano il governo di Al-Andalus, circondate da una cinta muraria che racchiudeva un'area di 39.000 metri quadrati.
Dopo la conquista cristiana, l'edificio perse la sua funzione di centro del potere politico e divenne un centro religioso in seguito alla costruzione del palazzo episcopale sui resti delle mura dell'alcàzar che ancora oggi si vedono nella facciata del palazzo e in una parte del Palazzo dei Congressi. Nello stesso modo, all'interno di un piccolo cortile a cui si accede dal cortile principale del palazzo, si può vedere una delle torri che proteggevano la parete nord dell'alcazar.
Oltre a questi resti, un'importante parte dell'alcàzar che si è mantenuta nel tempo sono i bagni califfali, mentre il sābāṭ, un passaggio coperto sostenuto da un arcone che metteva in comunicazione la moschea con l'alcazar, è scomparso insieme all'alcazar stesso anche se è ancora possibile vedere sulla facciata occidentale della moschea - quasi all'angolo con la facciata nord - una piccola porta che dava accesso al qibla.